# Орбіта та колесо
«Орбіта та колесо» (фр. L'Orbe et la Roue) — науково-фантастичний роман французького письменника Мішеля Жері, опублікований у 1982 році. Українською мовою досі не видавався.
За цей роман автор у 1983 році отримав премії «Аполло» і «Космос 2000».

## Сюжет
У романі описано зіткнення між двома расами істот: можновладцями, носіями світської влади («Орбітою») й інженерами, чиїм обов'язком є створення космічних жител («Колесом»). Конфлікт триває тисячі років.
Коли воскресає Марк Жерванн д'Анген, через одинадцять тисяч років після першої смерті, йому хочуть змінити ім'я. Оскільки він відмовляється, його засуджують повернутися у «Всесвіт-тінь» на 20 тисяч років.
Коли він перенароджується на планеті «Марія 3», всі планети Сонячної системи зникають і замінюються Сферою Гована з міріадами штучних світів, що оточують Сонце.
У назві роману використано тонку гру слів: слово orbe може означати й «орбіта» і «держава» (регалія, символ влади).